# District de Ziarat
Le district de Ziarat (en ourdou : ضلع زیارت) est une subdivision administrative de la province du Baloutchistan au Pakistan. Créé en 1986, le district a pour capitale Ziarat.
Peuplé de quelque 160 000 habitants en 2017, la population du district est majoritairement pachtoune. Il est connu pour ses beautés naturelles, notamment ses reliefs et forêts protégées de genévriers.

## Histoire

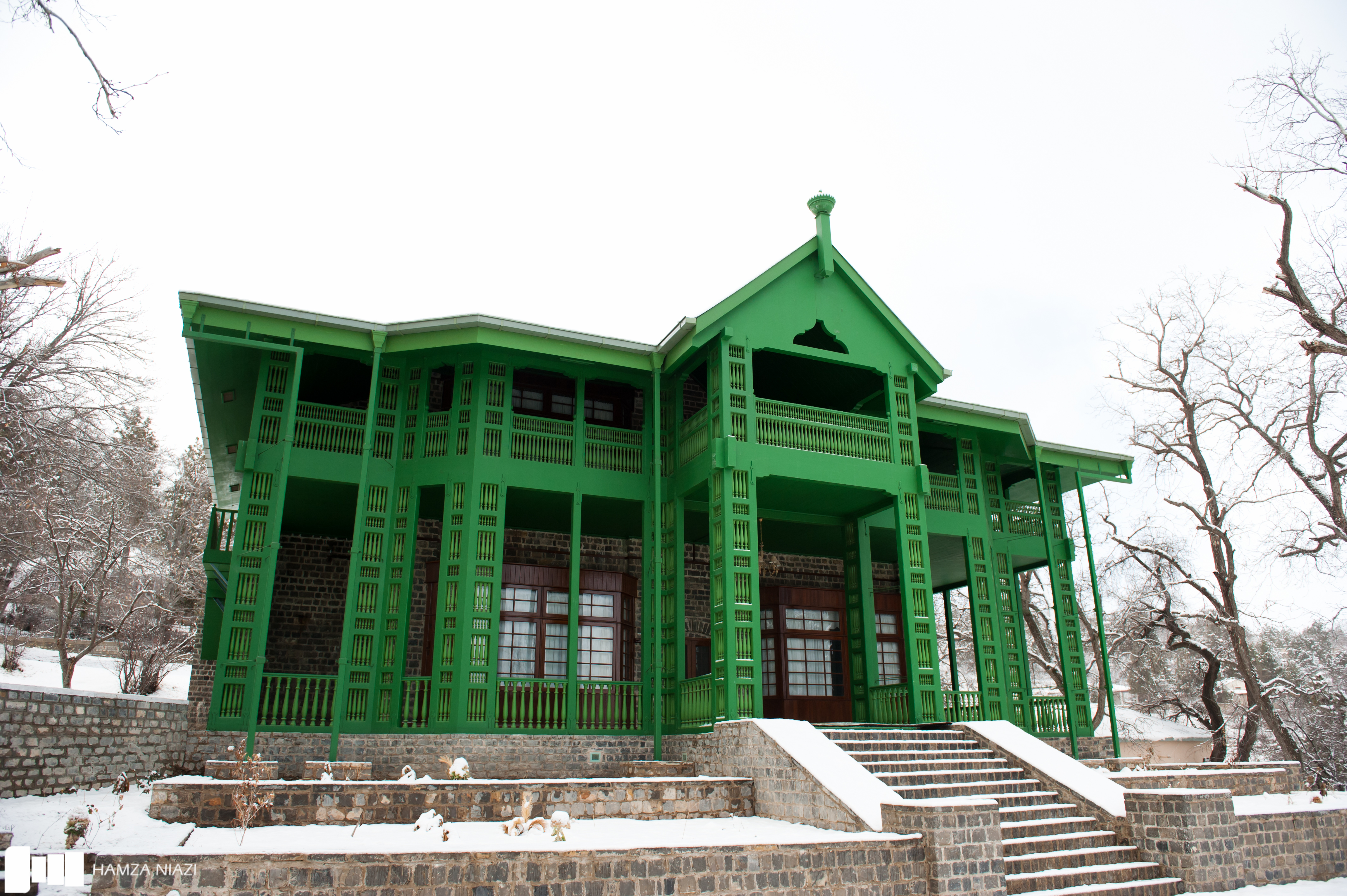
Dernière résidence de Muhammad Ali Jinnah à Ziarat.

La ville de Ziarat est notamment connue pour avoir été la dernière résidence du fondateur du Pakistan, Muhammad Ali Jinnah, qui meurt en 1948.
Le district de Ziarat est créé en 1986 alors qu'il était auparavant un tehsil du district de Sibi.

## Géographie

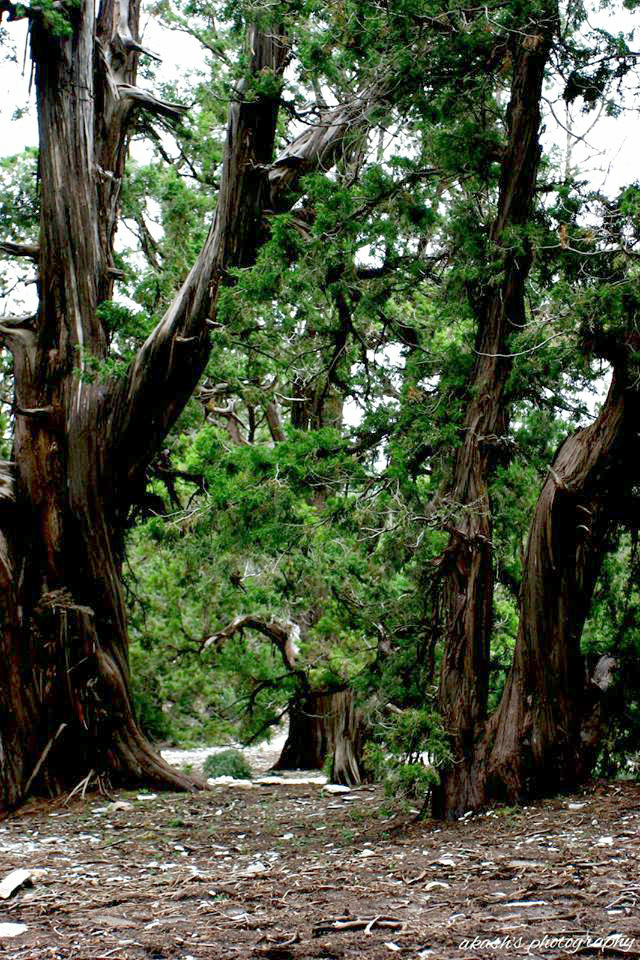
Forêt de genévriers de Ziarat.

Ziarat est une région montagneuse et boisée, modérément chaude en été et froide en hiver, avec de la neige en altitude. Environ 17 % de la superficie est boisée, principalement autour du chef-lieu Ziarat.
Le Conseil international de coordination du programme de l'Unesco sur l'Homme et la biosphère (MAB, pour Man and the Biosphere), réuni à Paris du 27 au 30 mai 2013, a décidé d'intégrer la forêt de genévriers de Ziarat au réseau mondial des réserves de biosphère.

## Démographie
Lors du recensement de 1998, la population du district a été évaluée à 33 340 personnes, dont seuls 2 % d'urbains. Le taux d'alphabétisation était de 34 % environ, moins que la moyenne nationale de 44 %. Il se situait à 52 % pour les hommes et 17 % pour les femmes, soit un différentiel de 35 points, contre 25 pour la moyenne nationale.
En 2013, l'alphabétisation est estimée à 57 % par les autorités, dont 78 % pour les hommes et 33 % pour les femmes, soit un des plus hauts niveaux de la province du Baloutchistan.
Le recensement suivant mené en 2017 pointe une population de 160 422 habitants, soit une croissance annuelle de 3,7 %, supérieure aux moyennes provinciale et nationale de 3,4 % et 2,4 % respectivement. Le taux d'urbanisation stagne.
Le district est principalement peuplé par des Pachtounes parlant le pachto. Le district a des minorités religieuses, soit environ 3 % d'hindous et 2,5 % de chrétiens en 1998.

## Administration
Le district est divisé en deux tehsil et sous-tehsil ainsi que 34 Union Councils.
| Tehsil  | Population (rec. 2017) |
| ------- | ---------------------- |
| Sinjawi | 92 561                 |
| Ziarat  | 67 861                 |

La capitale Ziarat est la seule localité considérée comme une entité urbaine pour les autorités de recensement.
| Ville  | Population (rec. 2017) |
| ------ | ---------------------- |
| Ziarat | 3 406                  |

## Économie et éducation
Principalement pauvre et rurale, la population du district vit surtout de l'agriculture non irriguée, dépendante de pluies irrégulières. Près de 5 % de la superficie est cultivée, soit environ 150 kilomètres carrés. On y produit surtout du blé, de l'orge, de la moutarde, du sorgho et du maïs, ainsi des pommes, abricots et amandes notamment. On trouve également des mines de charbon et de marbre.
Les services publics sont peu développés dans le district, notamment les infrastructures scolaires qui sont manquantes. Seuls 45 % des enfants sont scolarisés dans le primaire en 2013, et ce taux chute à 15 % pour l'enseignement secondaire.   

## Politique
Depuis le redécoupage électoral de 2018, le district partage avec quatre districts de la division de Zhob la circonscription no 258 de l'Assemblée nationale et partage avec Harnai la circonscription no 6 de l'Assemblée provinciale du Baloutchistan. Lors des élections législatives de 2018, elles sont remportées par deux candidats du Parti baloutche Awami.